# 纤细茶藨子
纤细茶藨子（学名：Ribes longiracemosum var. gracillimum）为虎耳草科茶藨子属下的一个变种。

## 扩展阅读
- 維基物種上的相關：纤细茶藨子